# Kruszyniwka
Kruszyniwka (ukr. Крушинівка) – wieś na Ukrainie, w obwodzie winnickim, w rejonie hajsyńskim, w hromadzie Berszad´. W 2001 liczyła 1202 mieszkańców.